# Uloborus llastay
Uloborus llastay là một loài nhện trong họ Uloboridae.
Loài này thuộc chi Uloborus. Uloborus llastay được Cristian J. Grismado miêu tả năm 2002.